# Pleistodontes galbinus
Pleistodontes galbinus är en stekelart som beskrevs av Wiebes 1977. Pleistodontes galbinus ingår i släktet Pleistodontes och familjen fikonsteklar. Inga underarter finns listade i Catalogue of Life.